# Obergogarten
Obergogarten ist ein ehemaliger Ort der Gemeinde Marienheide im Oberbergischen Kreis in Nordrhein-Westfalen.

## Lage und Beschreibung
Obergogarten liegt im Nordwesten von Marienheide im Tal des Obergogartener Baches. Nachbarorte sind Krommenohl, Kempershöhe und Sattlershöhe.

## Geschichte
In der topografische Karte (Preußische Neuaufnahme) von 1894 bis 1896 ist in Obergogarten an einem Teich ein Mühlensymbol verzeichnet. In der gleichen Karte ist 600 m südöstlich der Ortschaft eine Dynamitfabrik eingezeichnet. Mit der topografischen Karte von 1947 sind Mühlensymbol und die Dynamitfabrik nicht mehr vermerkt. Bis 1984 wird die Ortsbezeichnung Obergogarten in den topografischen Karten geführt. Auf jüngeren Karten lautet die Ortsbezeichnung „Gogarten“.

## Busverbindungen
Über die an der Bundesstraße B256 gelegene Haltestelle Gogarten der Linie 336 (VRS/OVAG) ist Obergogarten an den öffentlichen Personennahverkehr angebunden.